# Mistrovství České republiky v atletice 1993
Mistrovství České republiky v atletice 1993 se uskutečnilo ve dnech 3.–4. července 1993 v Jablonci nad Nisou.

## Medailisté

### Muži
| Soutěž                                  | Zlato                                                                           | Stříbro                                                                 | Bronz                                                                         |
| 100 m                                   | Jiří Valík 10.40                                                                | Walter Pilch 10.65                                                      | Jiří Ondráček 10.69                                                           |
| 200 m                                   | Jiří Valík 20.96                                                                | Walter Pilch 21.49                                                      | Luboš Ruda 21.61                                                              |
| 400 m                                   | Petr Punčochář 47.59                                                            | Vilém Ondráček 47.69                                                    | Jiří Benda 47.71                                                              |
| 800 m                                   | Václav Hřích 1:49.01                                                            | Lubomír Stloukal a Kamil Hůrka 1:50.69                                  | xxx                                                                           |
| 1500 m                                  | Milan Drahoňovský 3:49.82                                                       | Radim Kunčický 3:49.94                                                  | Lukáš Vydra 3:50.53                                                           |
| 5000 m                                  | Jan Pešava 13:45.63                                                             | Petr Nechanický 14:16.15                                                | Jan Kamler 14:17.79                                                           |
| 10 000 m                                | Miroslav Sajler 29:44.31                                                        | Luboš Šubrt 29:50.59                                                    | Radomír Soukup 30:09.49                                                       |
| 110 m př.                               | Jiří Hudec 13.98                                                                | Matěj Haranta 14.07                                                     | Radek Šimůnek 14.18                                                           |
| 400 m př.                               | Petr Holubec 51.93                                                              | Lukáš Souček 52.50                                                      | Radek Bartakovič 52.85                                                        |
| 3000 m př.                              | Jiří Šoptenko 8:50.25                                                           | Luboš Gaisl 8:53.08                                                     | Petr Stanka 8:54.69                                                           |
| 4 × 100 m                               | Jiří Mezihorák Luboš Ruda Jiří Ondráček Ivan Stinka Sparta Praha 40.33          | Jiří Hudec Martin Morkes Pavel Pospíšil Robert Změlík Dukla Praha 40.58 | Václav Kuklík Ondřej Zeman Jan Šolc Karel Kuklík Poldi Kladno 42.05           |
| 4 × 400 m                               | Martin Kučera Radek Bartakovič Petr Holubec Miroslav Sýkora Dukla Praha 3:14.65 | Jan Rymeš Pavel Vápenka Jan Makarius Kamil Damašek USK Praha 3:16.87    | Jan Švarcbach Tomáš Radosta Milan Zderadička Jiří Šveněk Poldi Kladno 3:16.87 |
| Skok do výšky                           | Tomáš Janků 219                                                                 | Petr Lipavý 215                                                         | Milan Čermák 215                                                              |
| Skok o tyči                             | Zdeněk Lubenský 530                                                             | Richard Havlásek 530                                                    | František Jansa 520                                                           |
| Skok daleký                             | Milan Gombala 783                                                               | Ivo Krsek 778                                                           | Roman Orlík 761                                                               |
| Trojskok                                | Jaroslav Mrštík 16,07                                                           | Ivan Slanař 16,06                                                       | Zdeněk Šafra 15,89                                                            |
| Vrh koulí                               | Miroslav Menc 18,46                                                             | Jan Bártl 18,12                                                         | Martin Bílek 17,70                                                            |
| Hod diskem                              | Imrich Bugár 58,20                                                              | Zdeněk Kohout 54,80                                                     | Marek Bílek 54,06                                                             |
| Hod kladivem                            | Pavel Sedláček 71,40                                                            | Vladimír Maška 64,66                                                    | Radek Malát 64,52                                                             |
| Hod oštěpem                             | Miloš Steigauf 72,04                                                            | Libor Kverek 71,68                                                      | Robert Srovnal 71,48                                                          |
| Desetiboj Třinec 12. 13.6.1993          | Kamil Damašek 7507 bodů                                                         | Miroslav Kvasov 7262 bodů                                               | Jan Poděbradský 7179 bodů                                                     |
| 20 km chůze Brandýs nad Labem 23.5.1993 | Jiří Malysa 1:25:35                                                             | Hubert Sonnek 1:29:34                                                   | Tomáš Kratochvíl 1:30:43                                                      |

### Ženy
| Soutěž                                  | Zlato                                                                                      | Stříbro                                                                                    | Bronz                                                                                    |
| 100 m                                   | Hana Benešová 11.45                                                                        | Erika Suchovská 11.51                                                                      | Monika Špičková 11.81                                                                    |
| 200 m                                   | Hana Benešová 23.66                                                                        | Monika Špičková 24.28                                                                      | Olga Čaňková 24.79                                                                       |
| 400 m                                   | Naděžda Koštovalová 52.91                                                                  | Ludmila Formanová 53.04                                                                    | Iveta Pořízková 54.60                                                                    |
| 800 m                                   | Eva Kasalová 2:06.79                                                                       | Romana Sanigová 2:06.98                                                                    | Andrea Šuldesová 2:07.16                                                                 |
| 1500 m                                  | Ivana Kubešová 4:20.15                                                                     | Věra Kunčická 4:21.04                                                                      | Jana Kučeríková 4:22.90                                                                  |
| 3000 m                                  | Věra Kunčická 9:43.66                                                                      | Jana Švejdová 9:44.14                                                                      | Jitka Krátká 9:54.13                                                                     |
| 10 000 m                                | Radka Pátková 36:00.18                                                                     | Eva Řeřichová 36:17.02                                                                     | Dagmar Havlíčková 36:53.24                                                               |
| 100 m př.                               | Iveta Rudová 13.91                                                                         | Nikola Špinová 14.02                                                                       | Petra Šímová 14.03                                                                       |
| 400 m př.                               | Zuzana Machotková 58.20                                                                    | Ivana Sekyrová 58.60                                                                       | Marcela Novotná 59.56                                                                    |
| 4 × 100 m                               | Barbora Dostálová Jana Pospíšilová Markéta Kesnerová Erika Suchovská Univerzita Brno 46.87 | Michaela Klápšťová Jana Hajná Eva Šafaříková Zdeňka Mušínská LIAZ Jablonec n/N 46.92       | Monika Kohoutová Eva Kopečková Helena Vinařová Ivana Sekyrová Škoda Plzeň 47.43          |
| 4 × 400 m                               | Dagmar Urbánková Jana Pavlíková Olga Čaňková Naděžda Koštovalová Olymp Praha 3:43.10       | Lucie Svobodová Ivana Macháčková Barbora Dostálová Erika Suchovská Univerzita Brno 3:44.19 | Kateřina Loudová Martina Blažková Markéta Singerová Marcela Novotná Slavia Praha 3:44.74 |
| Skok do výšky                           | Šárka Nováková 191                                                                         | Zuzana Kováčiková 189                                                                      | Alena Varcholová 186                                                                     |
| Skok o tyči                             | Daniela Bártová 330                                                                        | Jana Kábová 320                                                                            | Hana Mešejdová 300                                                                       |
| Skok daleký                             | Monika Kohoutová 612                                                                       | Gabriela Váňová 600                                                                        | Helena Vinařová 599                                                                      |
| Trojskok                                | Šárka Kašpárková 13,72                                                                     | Dagmar Urbánková 13,13                                                                     | Eva Kopečková 12,32                                                                      |
| Vrh koulí                               | Soňa Vašíčková 16,53                                                                       | Zdeňka Šilhavá 16,25                                                                       | Alice Matějková 14,85                                                                    |
| Hod diskem                              | Vladimíra Malátová 62,92                                                                   | Alice Matějková 60,12                                                                      | Zdeňka Šilhavá 57,54                                                                     |
| Hod oštěpem                             | Nikola Tomečková 52,26                                                                     | Irena Kopřivová 48,42                                                                      | Dana Lukešová 48,28                                                                      |
| Sedmiboj Třinec 12.–13.6.1993           | Dagmar Urbánková 5508 bodů                                                                 | Dana Jandová 5327 bodů                                                                     | Kateřina Nekolná 5139 bodů                                                               |
| 10 km chůze Brandýs nad Labem 23.5.1993 | Kamila Holpuchová 44:20                                                                    | Jana Slesinská 52:02                                                                       | Michaela Cvechová 53:47                                                                  |